# Flashlight (canción de Kasia Moś)
«Flashlight» —[ˈflæʃˌlaɪt]; en español: «Destello»— es una canción de la cantante polaca Kasia Moś. Se lanzó como descarga digital el 10 de marzo de 2017 mediante Independent. Fue elegida para representar a Polonia en el Festival de la Canción de Eurovisión de 2017 tras ganar la final nacional polaca, Krajowe Eliminacje 2017, el 18 de febrero de 2017.

## Festival de Eurovisión

### Festival de la Canción de Eurovisión 2017
Esta fue la representación polaca en el Festival de Eurovisión 2017, interpretada por Kasia Moś.
El 31 de enero de 2017 se organizó un sorteo de asignación en el que se colocaba a cada país en una de las dos semifinales, además de decidir en qué mitad del certamen actuarían. Como resultado, la canción fue interpretada en undécimo lugar durante la primera semifinal, celebrada el 9 de mayo de 2017. Fue precedida por Grecia con Demy interpretando «This Is Love» y seguida por Moldavia con SunStroke Project interpretando «Hey, Mamma!». La canción fue anunciada entre los diez temas elegidos para pasar a la final, y por lo tanto se clasificó para competir en esta. Más tarde se reveló que el país había quedado en noveno puesto con 119 puntos.
El tema fue interpretado más tarde durante la final el 13 de mayo, precedido por Israel con IMRI interpretando «I Feel Alive» y seguido por Bielorrusia con Naviband interpretando «Story of My Life». Al final de las votaciones, la canción había recibido 64 puntos (23 del jurado y 41 del televoto), y quedó en 22º lugar de 26.

## Formatos
| Descarga digital |              |          |  |
| N.º              | Título       | Duración |  |
| 1.               | «Flashlight» | 3:00     |  |

## Historial de lanzamiento
| Región  | Fecha               | Formato          | Discográfica | Ref.  |
| ------- | ------------------- | ---------------- | ------------ | ----- |
| Mundial | 10 de marzo de 2017 | Descarga digital | Independent  | [ 1 ] |